# The Bad Man of Cheyenne
The Bad Man of Cheyenne er en amerikansk stumfilm fra 1917 af Fred Kelsey.

## Medvirkende
- Harry Carey som Cheyenne Harry.
- Vester Pegg som Vesta.
- William Steele.
- Priscilla Dean.
- Jack Richardson som Bill.